# Rofo
Rofo ist eine aus Belgien stammende Musikgruppe und wurde 1982 von Ronny Verrept und Fonny De Wulff gegründet. Deren beiden ersten zwei Anfangsbuchstaben des jeweiligen Vornamens ergeben den Gruppennamen RoFo. Die überwiegend mit Synthesizer elektronisch produzierte Musik reiht Rofo in den Bereich Synthdance und Italo Disco ein. Seit Entstehung wurden einige mehr oder weniger erfolgreiche Tracks und zwei Alben auf verschiedensten Plattenlabels veröffentlicht.

## Geschichte
Ihre ersten Titel Watch Out, Here They Come und Flashlight on a Disconight produzierten die damaligen Newcomer zusammen mit Peter Vriends (Vocals) und dem Produzenten Ray „Flashlight“ Muylle in ihrem eigenen damaligen 8-Tonspuren-Studio.
Nach dem weltweiten Erfolg mit letztgenanntem Titel verließen Verrept und Vriends die Gruppe.
1985 veröffentlichte Rofo die Single I Want You mit dem neuen Sänger John Sauli. 1987 wurde Beach Love, komponiert und produziert von Rob van Eijk und Michiel van der Kuy (Mitproduzent von Koto und Laserdance), auf den Markt gebracht. Es folgte die Erstveröffentlichung des sehr erfolgreichen Titels Rofo's Theme und Anfang 1988 dann das erste Album Rofo, benannt nach der Gruppe. Im gleichen Jahr wurde The Album nochmals überarbeitet und mit neuen Mixen und Songs aufgestockt. Ebenfalls kam die etwas aufgefrischte Single Rofo's Theme (Let's Go) neu heraus.
1990 brachte Rofo Rofo's Theme 2 heraus. Danach gab es einige Remixe und Remakes. So erschien 1997 eine weitere Neuauflage des Erfolgstitels Rofo's Theme. 2015 kam eine weitere Single auf den Markt mit den beiden neuen Titeln „Face It“ (produziert von Eddi Mi Rami) und „Summer Love“ (produziert von Michiel van der Kuy). Beide Titel werden wieder von John Sauli besungen.

## Diskografie

### Singles
- 1982: (Watch Out) Here They Come
- 1983: Flashlight on Disconight
- 1984: You've Got to Move It On
- 1985: I Want You
- 1986: You've Got to Move It On (US-Remix)
- 1987: Beach Love
- 1987: Rofo's Theme
- 1990: Rofo's Theme 2 / Don't Stop
- 1992: Rofo's Theme (New Beat '92 Mix)
- 1992: Rofo's Theme (PWL Mix)
- 1997: Rofo's Theme (Let's Go) (inkl. PWL Mix, GDC)
- 2005: Rofo's Theme [2005]
- 2015: Face it / Summer Love

### Alben
- 1988: Rofo
- 1988: The Album (auch bekannt als The CD-Album oder The '88-Remix Album)
- 2017: The Album (Expanded & Remastered Edition)

## Trivia
- 1995 wurde von der Gruppe Q-Club Rofos Titel Rofo's Theme in den '95er Euro-House-Versionen beim Label Dance Street Records auf einer 12inch Vinylplatte veröffentlicht.
- 1996 veröffentlichte Ultimate Buzz featuring Mc Bee Rofo's Theme als Techno- und Gabber-Variante. 1997 folgten Remixe.
- 1998 wurde beim Label ZYX Music Rofo's Theme erneut zusammen mit der Gruppe Cyber People und deren Titel Void Vision in einer Limited 12inch-Edition veröffentlicht.
- Im Februar 2007 kam eine neue Variante über das ZYX-Label von der Gruppe Back in Time auf den Markt.
- Rofo's Theme war die Titelmusik der ZDF-Kindershow Querkopf von 1991 bis 1995. Sowie bei den ersten Staffel der Reihe Tele-Gym vom Bayerischen Rundfunk.
- Rofo's Theme ist die Erkennungsmelodie der deutschen Catch-Wrestling-Liga EWP (European Wrestling Promotion)
- Rofo's Theme wird als Einlauf- und Mannschaftsaufstellungsmusik im Fußball benutzt (z. B. bei Anker Wismar, Hansa Rostock oder auch Eintracht Braunschweig).